# سیارک ۲۷۹۷۴
سیارک ۲۷۹۷۴ (به انگلیسی: 27974 Drejsl، نامگذاری:1997UH) بیست و هفت هزار و نهصد و هفتاد و چهارمین سیارک کشف شده‌است که در ۱۹ اکتبر ۱۹۹۷ کشف شد.